# 제23회 일본 중의원 의원 총선거
제23회 일본 중의원의원 총선거는 1947년 4월 25일에 실시된 일본의 제국의회 중의원의원의 선거이다. 일본제국 헌법에 의해 시행된 최후의 선거로, 일본사회당과 일본민주당(일본진보당의 후신), 국민협동당이 가타야마 데쓰 사회당 위원장을 총리로 하는 연립정권을 출범시켰다.

## 선거 정보

### 해산일
- 1947년 3월 31일

#### 해산명
- 신헌법 해산

### 투표일
- 1947년 4월 25일

### 개선수
- 466석

### 선거제도
- 중선거구제
  - 3인 선거구：40
  - 4인 선거구：39
  - 5인 선거구：38

- 비밀투표, 단기투표제

#### 선거권
만 20세 이상의 일본 국민

#### 피선거권
만 25세 이상의 일본 국민

### 유권자
40,907,493명 (남성 : 19,577,766명 여성 : 21,329,727명)

## 투표율
- 67.95％

## 입후보자
|          | 일본자유당 | 350   |  |  |
|          | 일본민주당 | 326   |  |  |
|          | 일본사회당 | 289   |  |  |
|          | 일본공산당 | 120   |  |  |
|          | 국민협동당 | 108   |  |  |
|          | 일본농민당 | 12    |  |  |
| 기타정당 | 기타정당   | 143   |  |  |
|          | 무소속     | 242   |  |  |
|          |            |       |  |  |
| 계       | 계         | 1,590 |  |  |

## 선거 결과
| 정당             | 정당             | 득표       | 득표  | 득표   | 합계 | 합계 |
| 정당             | 정당             | 득표수     | %     | +/–    | 의석 | +/–  |
| ---------------- | ---------------- | ---------- | ----- | ------ | ---- | ---- |
|                  | 일본자유당       | 7,312,524  | 26.73 | +2.37  | 131  | –9   |
|                  | 일본사회당       | 7,176,882  | 26.23 | +8.33  | 143  | +51  |
|                  | 일본민주당       | 6,960,270  | 25.44 | +6.77  | 124  | +30  |
|                  | 국민협동당       | 1,915,948  | 7.00  | +3.75  | 32   | +18  |
|                  | 일본공산당       | 1,002,883  | 3.67  | –0.18  | 4    | –1   |
|                  | 일본농민당       | 214,754    | 0.78  | New    | 5    | New  |
| 기타정당         | 기타정당         | 1,174,662  | 4.29  | –7.41  | 16   | –22  |
|                  | 무소속           | 1,603,684  | 5.86  | –14.42 | 12   | –69  |
|                  |                  |            |       |        |      |      |
| 계               | 계               | 27,361,607 | 100   | 0      | 466  | –2   |
|                  |                  |            |       |        |      |      |
| 유효표           | 유효표           | 27,361,607 | 98.43 |        |      |      |
| 무효 및 백지투표 | 무효 및 백지투표 | 436,141    | 1.57  |        |      |      |
| 투표 / 투표율    | 투표 / 투표율    | 27,797,748 | 67.95 |        |      |      |
| 기권             | 기권             | 13,109,745 | 32.05 |        |      |      |
| 유권자           | 유권자           | 40,907,493 |       |        |      |      |

| 일본사회당：143석 위원장：가타야마 데쓰 서기장 ：니시오 스에히로 정책심의회장 ：모리토 다쓰오 국회대책위원장：아사누마 이네지로                                                                                       |
| 일본자유당：131석 총재：요시다 시게루 간사장 ：오노 반보쿠 총무회장 ：호시시마 니로 정무조사회장 ：아시다 히토시 |
| 일본민주당：124석 총재：공석 최고위원 ：사이토우 다카오, 아시다 히토시, 히토쓰마쓰 사다요시, 가와이 요시나리, 기무라 고자에몬, 이누카이 다케루, 나라하시 와타루 간사장 ：이시구로 다케시게 정무조사회장 ：야노 쇼타로 |

기타 - 38석
- 2석 (1개 단체)

아키타현 민주당
- 1석 (14개 단체)

사회혁신당, 일본인민당, 입헌양정회, 일본농민조합, 농민연맹, 혁신사회당, 신일본건설동맹, 돗토리현 농민총동맹, 협동농민당, 구국청년연맹, 후쿠오카현 농촌청년연맹, 농촌연맹, 농어민협동당, 민권동지회